# Shanghai (Santurce)
|                                                  |                                                         |
| Coordenadas                                      | 18°26′50″N 66°2′37″O / 18.44722, -66.04361              |
| Entidad • País • Territorio • Municipio • Barrio | Sub-barrio Estados Unidos Puerto Rico San Juan Santurce |
| Superficie                                       | 0,69 km² (0,27 mi²)                                     |
| Población • Densidad poblacional                 | 11.331 (2000) 16.494,4 km² (37.799,8 mi²)               |

Shanghai es uno de los cuarenta “sub-barrios” del barrio Santurce en el municipio de San Juan, Puerto Rico. De acuerdo al censo del año 2000, este sector contaba con 11.331 habitantes y una superficie de 0,69 km².